# کبوترهای سفالی
کبوترهای سفالی (به انگلیسی: Clay Pigeons) فیلمی محصول سال ۱۹۹۸ و به کارگردانی دیوید دابکین است. در این فیلم بازیگرانی همچون واکین فینیکس، وینس وان، جنین گرافلو، جورجینا کیتس، اسکات ویلسون، فیل موریس و وینس ویلوف ایفای نقش کرده‌اند.